# 金葉猴
金葉猴（学名：Trachypithecus geei），又名金色烏葉猴或黃冠葉猴，是印度阿薩姆邦及不丹黑山山腳一種舊世界猴。牠們是印度其中一種最瀕危的靈長類。一直以來，居於喜瑪拉雅山的人都指金葉猴很罕有，科學界最早是於1950年代知道牠們的存在。
金葉猴有很多金色至鮮奶白色的毛，面部黑色，尾巴很長，達50厘米。牠們大部份時間都是在樹上，在跳躍時以尾巴來平衡身體。在雨季，牠們會喝葉子上的水。牠們主要是草食性的，吃果實、葉子、種子、芽及花朵。
金葉猴的分佈地很細小，南至雅魯藏布江，東至瑪納斯河，西至桑科希河，北至不丹的黑山。這種天然屏障相信是導致從其近親戴帽葉猴演化的原因。牠們群居，成員約有8隻，包括一隻雄猴及幾隻雌猴，最多的群族可以多達50隻。牠們正處於瀕危狀況，於2001年的數量只有1064隻，由於缺乏幼猴，估計牠們的數量仍在下降。

## 外部連結
- ARKive
- The Primata （页面存档备份，存于）